# Marinekaserne (Wien)

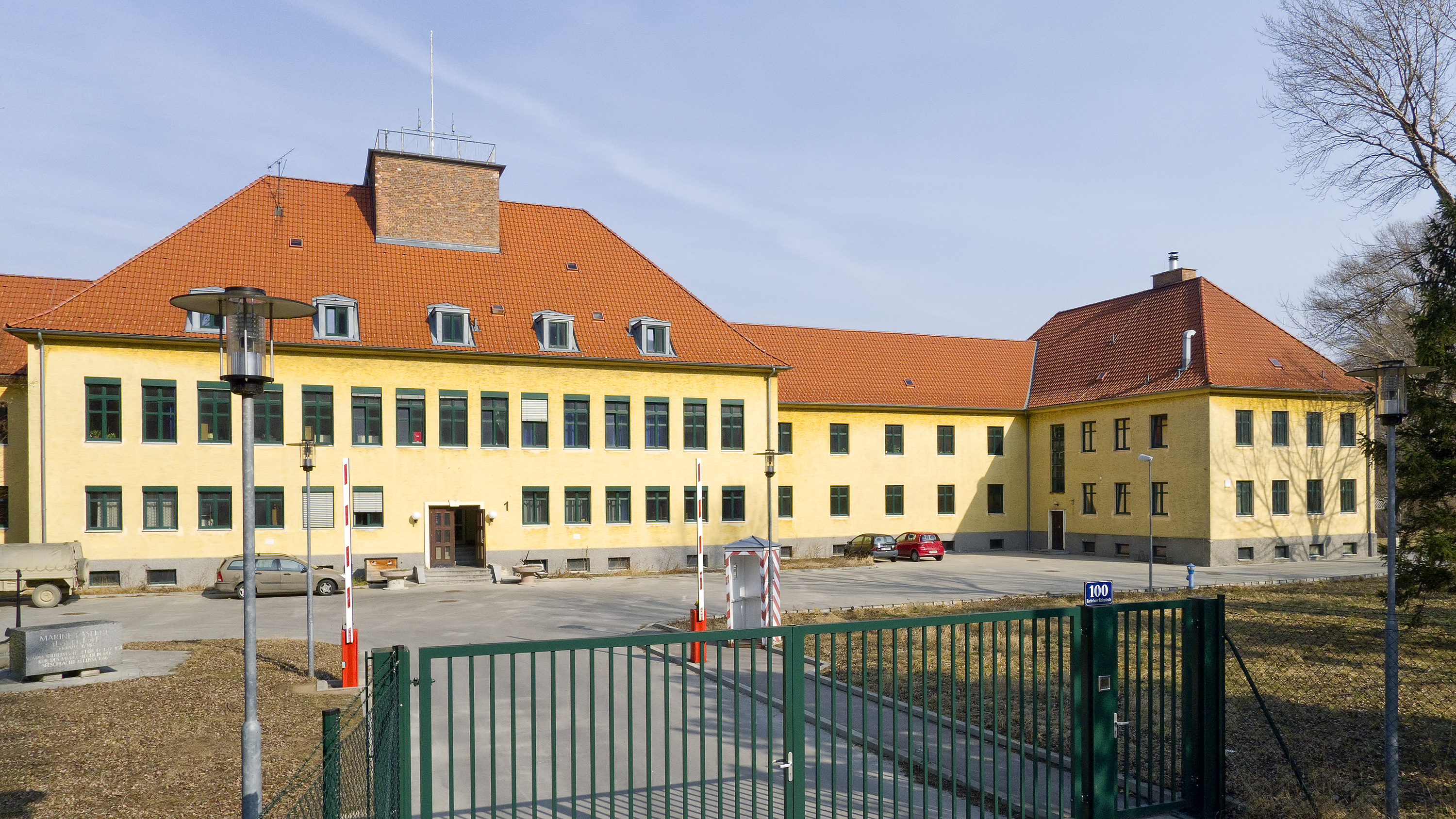
Die Marinekaserne

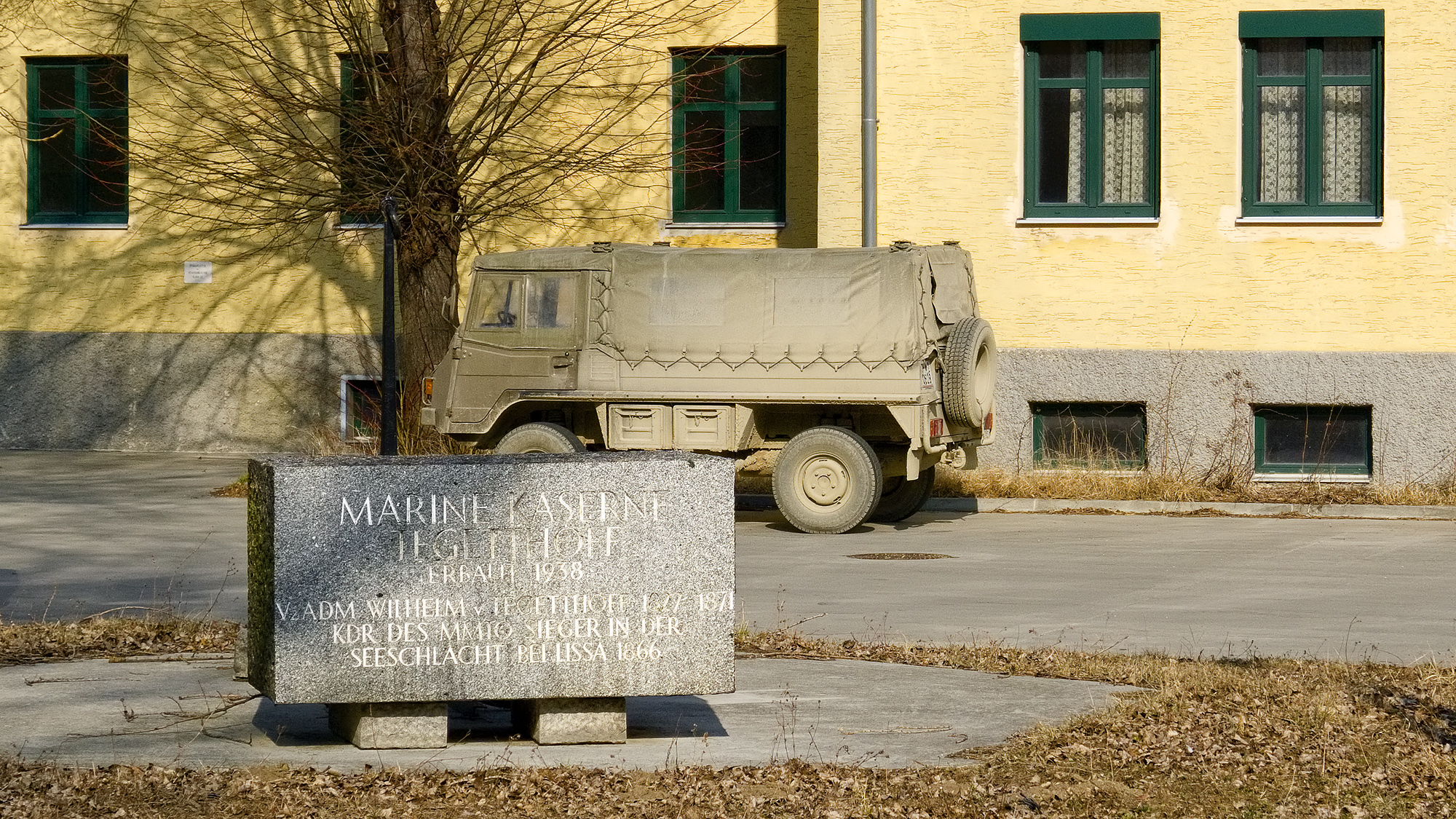
Gedenkstein für Admiral Wilhelm von Tegetthoff

Die Marinekaserne ist eine ehemalige Kaserne in der Kuchelauer Hafenstraße 100 im 19. Wiener Gemeindebezirk Döbling. Die direkt an der Donau gelegene Kaserne wurde 1938 nach dem 
Einmarsch für die deutsche Wehrmacht errichtet.
Während der Besatzungszeit waren hier Einheiten der Roten Armee einquartiert. 1955 übernahm das Österreichische Bundesheer die später Marinekaserne Tegetthoff benannte Kaserne, deren Schließung 2005 beschlossen wurde. Die Liegenschaft wurde im Juni 2012 an das Österreichische Siedlungswerk verkauft, welches darauf freifinanzierte Eigentumswohnungen errichtet hat.
Von 1959 bis zu ihrer Schließung war in der Kaserne auch die Pioniertruppenschule angesiedelt, die sich nunmehr am Truppenübungsplatz Bruckneudorf befindet.

## Marine
Die Marinekaserne Tegetthoff war bis zu ihrer Auflassung 2006 Heimkaserne der Patrouillenbootstaffel und somit auch Heimhafen des Patrouillenbootes Oberst Brecht und des Kanonenboots Niederösterreich.